# (12442) Beltramemass
(12442) Beltramemass est un astéroïde de la ceinture principale.

## Description
(12442) Beltramemass est un astéroïde de la ceinture principale. Il fut découvert le 23 février 1996 à Stroncone par l'Observatoire astronomique Santa Lucia de Stroncone. Il présente une orbite caractérisée par un demi-grand axe de 3,03 UA, une excentricité de 0,14 et une inclinaison de 10,3° par rapport à l'écliptique.

## Compléments